# Oncorhynchus clarkii
Espèce
La Truite fardée (Oncorhynchus clarkii) est un poisson de la famille des Salmonidés.

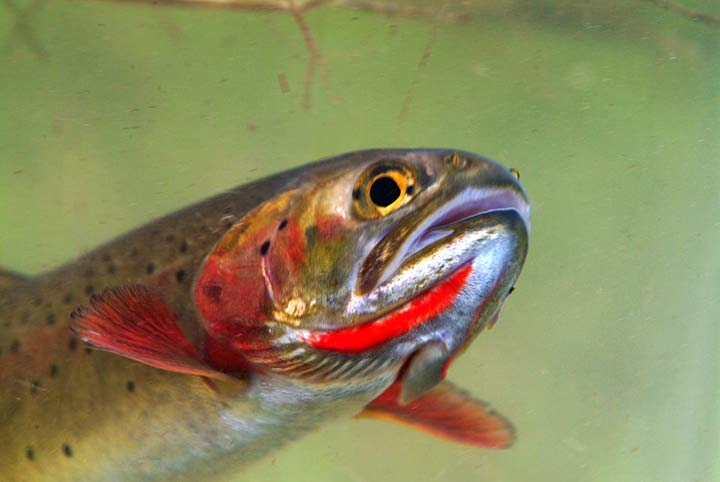
Tête de truite fardée (O. c. bouvieri) montrant la marque rouge caractéristique sur sa gorge.